# ستار موفيز
ستار موفيز (بالإنجليزية: Star Movies)‏ قناة هندية تلفزية مدفوعة تملكها Star TV. انطلقت أولاً قناة وحيدة تبث عبر قارة آسيا؛ لكنها توسعت إلى قنوات محلية منذ ذلك الحين. أعادت مجموعةُ شبكات فوكس في آسيا والمحيط الهادئ الترويجَ للقناة في هونغ كونغ، وتايوان، وجنوب شرق آسيا؛ لكنها أبقت على العلامة التجارية Star Movies في البر الصيني الرئيسي. ما زالت إنديا ستار (Star India) مستمرة بتوفير الشبكة التلفزية باعتبارها قناة متخصصة في الأفلام الغربية، في حين أن القناة في الوطن العربي - التي تديرها مجموعة شبكات فوكس في الشرق الأوسط - متوفرة إلى جانب فوكس موفيز.

## لمحة تاريخية
انشقت STAR Movies عن STAR Plus في عام 1993 والتي كانت تبث أفلاماً في سنوات STAR TV المبكرة في 1991-92. تألفت برامجها عند الانطلاق من أفلامٍ هوليوودية وصينية، وكانت موجهة للمشاهدين في عموم آسيا.
عندما خططت ستار تي في (Star TV) لحذف تلفزيون خدمة هيئة الإذاعة البريطانية العالمية (WSTV) من تشكيلة قنواتها في شمال شرق آسيا بحلول منتصف نيسان 1994، كانت الشركة تخطط لاستبدالها بقناة أفلام باللغة الصينية. تُركز ستار موفيز على الأفلام الغربية منذ ذلك الحين. تنشرُ ستار تي في تشغيلَ القناة إقليمياً.
إنطلقَ التزويدُ المحليّ في الفلبين في 1 كانون الثاني 2010. إنطلقت قناة ستار موفيز إتش دي (Star Movies HD) ذات الوضوح العالي بعد 4 شهور. إنطلقت قناة للفيديو حسب الطلب في 16 أيلول من نفس السنة.
في 1 كانون الثاني 2012، غيرت ستار موفيز علامتها التجارية إلى فوكس موفيز بريميوم (Fox Movies Premium) وهي متاحة في هونغ كونغ ومعظم جنوب شرق آسيا.
في 10 حزيران 2017، غيرَ مزودُ القناةِ في الفلبين علامةَ القناة التجارية إلى فوكس موفيز الفلبين (Fox Movies Philippines).
في 1 تشرين الأول 2017، غيرَ مزودُ القناةِ في فيتنام علامةَ القناة التجارية إلى فوكس موفيز فيتنام (Fox Movies Vietnam).